# Le Journal de Carrie
Cet article concerne le roman. Pour l'adaptation en série télévisée, voir The Carrie Diaries.
Le Journal de Carrie (titre original : The Carrie Diaries) est un roman publié par la romancière américaine Candace Bushnell en 2010. Le livre est une préquelle de la série Sex and the City et permet de suivre une jeune Carrie Bradshaw lors de sa dernière année de lycée dans les années 1980, bien avant qu'elle n'emménage à Manhattan. Une adaptation pour la télévision a été diffusée sur le réseau CW en janvier 2013, avec AnnaSophia Robb dans le rôle de Carrie.

## Résumé
Castlebury, Connecticut, début des années 1980. Bien avant de régner sur Manhattan aux côtés de ses amies Miranda, Charlotte et Samantha, Carrie Bradshaw est une adolescente de 17 ans qui s'apprête à faire sa rentrée en terminale. Entourée de ses amis Maggie, Walt, Lali, « La Souris » et Peter, elle doit faire face à l'arrivée du ténébreux Sebastian Kydd qui fait fantasmer toutes les filles du lycée.

## Personnages
- Carrie Bradshaw :  elle est la narratrice et personnage principal du livre. Passionnée d'écriture, c'est une jeune fille brillante et pleine de répartie bien que naïve concernant les hommes. Elle vit avec son père ainsi que ses jeunes sœurs Missy et Dorrit depuis le décès de leur mère. Elle entame une relation avec Sebastian Kydd, le nouvel élève, ce qui ne manque pas d'agacer sa pire ennemie Donna, mais finit par rompre quand elle le surprend en train d'embrasser son amie Lali. Elle part à New York à la fin du roman pour assister à un séminaire littéraire à la New School et finit par contacter la cousine de Donna, une certaine Samantha Jones.

- Sebastian Kydd : le petit ami de Carrie. Sebastian arrive au lycée de Castlebury après s'être fait renvoyer de son établissement précédent. Issu d'un milieu aisé, il fricote avec Donna avant de sortir avec Carrie mais celle-ci rompt avec lui quand elle le surprend avec son amie Lali.

- Donna LaDonna : pom-pom girl et aspirante mannequin. Elle est crainte par l'ensemble des élèves et elle déteste Carrie pour des raisons obscures, en particulier depuis que cette dernière fréquente son ex-petit ami Sebastian. Elle et Carrie finissent par devenir amies après être obligées de travailler ensemble pour un projet de photographie, poussant Donna à donner à Carrie le téléphone de sa cousine, qui travaille à New York dans les relations publiques. Sa plus grande peur est qu'un homme puisse la voir un jour sans mascara et la quitte.

- Lali Kandesie : amie de Carrie. Lali parait vouloir le mieux pour elle et se comporte comme une amie jusqu'à ce que Carrie commence à fréquenter Sebastian. Elle lui fait des remarques déplacées et lui vole même ses vêtements lors d'un concours de natation, allant même jusqu'à lui voler son petit ami. Sebastian finira par la tromper avec sa petite sœur.

- Walt : il est le meilleur ami de Carrie et il fréquente Maggie depuis deux ans. Elle et lui finissent par rompre quand Walt refuse de coucher avec elle. On apprend plus tard qu'il est en fait homosexuel et sort avec un ancien quaterback de 20 ans prénommé Randy.

- Maggie : elle est l'autre meilleure amie de Carrie. Elle est hypersensible et a une faible estime de soi, en particulier après sa rupture avec Walt. Elle sort ensuite avec Peter, rédacteur en chef du journal du lycée.

- Roberta Castells : surnommée « La Souris », c'est une amie proche de Carrie. Pragmatique et très intelligente, elle est la seule amie de Carrie qui trouve grâce aux yeux de son père. Elle a un petit ami qui s'appelle Danny et a déjà couché avec lui.

- Peter Arnold : Peter est le rédacteur en chef du journal du lycée, La Muscade, pour lequel Carrie collabore sous le pseudonyme de Pinky Weatherton, et plus tard le petit ami de Maggie. Autrefois boutonneux et chétif, il s'est embelli depuis qu'il a commencé à fumer. Il plaque Maggie pour une certaine Jen B., une amie de Donna LaDonna.

- Missy et Dorrit Bradshaw : ce sont les jeunes sœurs de Carrie. Tandis que Missy est décrite comme polie et calme, Dorrit traverse sa crise d'adolescence et se rebelle face à son père et ses sœurs.

## Adaptation à la télévision
Le roman a été adapté à la télévision par Amy Harris en une série qui a été diffusée sur The CW en janvier 2013. La jeune actrice AnnaSophia Robb a été choisie pour interpréter Carrie.